# Odlot (film 1971)
Odlot – amerykańska komedia z 1971 roku w reżyserii Miloša Formana.

## Główne role
- Lynn Carlin - Lynn Tyne
- Buck Henry - Larry Tyne
- Georgia Engel - Margot
- Tony Harvey - Tony
- Audra Lindley - Ann Lockston
- Paul Benedict - Ben Lockston
- Vincent Schiavelli - Schiavelli
- David Gittler - Jamie
- Ike Turner - Ike Turner
- Tina Turner - Tina Turner
- Linnea Heacock - Jeannie Tyne
- Rae Allen - Pani Divito

## Fabuła
Jeannie Tyne nie potrafi dogadać się ze swoimi rodzicami, więc ucieka z domu. Rodzice zaczynają jej szukać. Spotykają ludzi, którzy też mają podobne problemy. Na spotkaniu organizowanym przez specjalne stowarzyszenie rodziców zaginionych dzieci próbują zrozumieć ich problemy, paląc nawet marihuanę. Powoli zaczynają zapominać o młodych uciekinierach i zaczynają żyć własnym życiem. Państwo Tyne zapraszają swoich nowych znajomych do siebie, gdzie grają w rozbieranego pokera. Nie zauważają, że Jeannie wróciła do domu.
W filmie wykorzystano fragment koncertu Tiny Turner.

## Nagrody i nominacje
24. MFF w Cannes
- Grand Prix Jury

Nagrody BAFTA 1971
- Najlepszy film (nominacja)
- Najlepsza reżyseria - Miloš Forman (nominacja)
- Najlepszy scenariusz - Jean-Claude Carrière, Miloš Forman, John Guare, Jon Klein (nominacja)
- Najlepszy montaż - John Carter (nominacja)
- Najlepsza aktorka - Lynn Carlin (nominacja)
- Najlepsza aktorka drugoplanowa - Georgie Engel (nominacja)